# Newsy
Newsy（ニューズィー）は、アメリカ・ジョージア州アトランタに本社を置くニュースネットワークで、E・W・スクリップス・カンパニーが所有している。Roku、Apple TV、Amazon Fire TVなどのストリーミングデバイスに加えて、スマートテレビアプリ、The Roku Channel、Xumo、ヘイスタックニュース、Samsung TV Plusを介して、Pluto TV（短い形式の『Newsy Briefs』をリニアチャンネルのコマーシャルブレークに挿入する）などのOTTプラットフォームで無料で利用でき、2021年10月現在、地上波放送局でも無料で利用できる。国際的には、カナダでVMediaが所有するリバーTVによってチャンネル26で放送されている。

## 歴史

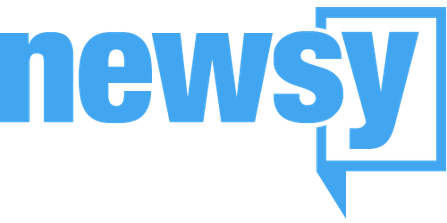
Newsyの以前のロゴは、2015年から2021年10月1日に地上波放送ネットワークとしてリニューアルされるまで使用されていた。

2008年に設立。当初は、主にシンジケーションビジネスとして運営され、AOL/ハフポスト、マイクロソフト、マッシャブルなどの主要なデジタルジャーナリズムブランドにニュースやオリジナルコンテンツを販売していた。
2014年1月、E・W・スクリップス・カンパニーに3,500万ドルで買収された。
2017年9月、スクリップスは、約2,600万人の加入者に対するRLTV（リタイアメント・リビング・テレビジョン）のケーブル及び衛星放送契約を引き継ぎ、Newsyの番組ラインナップでネットワークを再プログラムすると発表した。
Newsyには、ミズーリ州コロンビア、シカゴ、シンシナティ、ニューヨーク、デンバー、ワシントンD.C.の合計6ヶ所にアメリカ合衆国オフィスがある。
2021年4月6日、スクリップスは、Newsyを無料の地上波ネットワークに拡張し、同年10月1日からストリーミングプラットフォームで利用できるようにすることを発表した。このネットワークは、スクリップスが所有するイオン・テレビジョン加盟局で、ネットワークを他の放送局グループに提供すると共に、イオンの姉妹局を持たない従来のスクリップス所有局と、インヨー・ブロードキャスト・ホールディングス（Inyo Broadcast Holdings）に譲渡された元イオン所有局で、地上波で利用できるようになる。またNewsyの国内本社をアトランタに移転する計画も発表した。Newsy地上波ネットワークは2021年10月1日に開始され、同日に新しいロゴとグラフィックアイデンティティ（Elevationによって作成）もデビューした。現在のアイデンティティと目標は、（ケーブルニュースチャンネルで一般的な政治的なコンテンツとは対照的に）「バランスのとれた」公平な報道を提供することである。
地上波配信のみへの移行に先立って、スクリップスは2021年3月末に、従来のケーブル・衛星プロバイダーとインターネットテレビプロバイダーに、同年6月30日にこれらの手段によるネットワークの配信を終了し、 RLTV時代を含めて15年近くに及ぶチャンネルスペースの寿命を終えることを通知し始めた。
2022年9月29日、スクリップスは、Newsyが2023年1月1日に「スクリップスニュース（Scripps News）」に改名されると発表した。リブランディングは、スクリップスに同名の新しい全国ニュース部門を設立する一環として行われ、ワシントン支局と地元の放送局グループの全国支局が統合される。

## 提携
2021年11月時点で、アメリカ国内の83.89%をカバーする46の州を含む100以上のテレビ市場の132のテレビ局と現在及び保留中の提携契約を結んでいる。

## 賞
Newsyの編集コンテンツとそのテレビアプリは、次の賞を受賞している。
- Apple TVの2015年ベストリスト[15]
- ニュースドキュメンタリー「The War and Money Project」（2015年）で全国エドワード・R・マロー賞（英語版）を受賞[16]
- 環境ジャーナリスト協会環境報告賞（2018年）
- 調査に対するオンラインジャーナリズム賞、「Case Cleared」（2019年）
- 「Case Cleared」（2019年）に対する専門ジャーナリスト協会からの調査ジャーナリズム賞
- ニュースドキュメンタリー「Walkout」（2019年）で全国エドワード・R・マロー賞を受賞
- 「A Broken Trust（壊れた信頼）」（2020年）に対するロバート・F・ケネディジャーナリズム賞[17]
- ニュースルームのコラボレーション「Newsy+Bellingcat」（2020年）でイノベーションに対するスクリップス・ハワード賞[18]

Newsyの編集コンテンツは、次のような数々の賞にもノミネートされている。
- ニュース&ドキュメンタリー・エミー賞[19]
- デジデイ・パブリッシング・アワード
- ウェビー賞[20]